# Panko
Panko (パン粉) er japansk panermel, der bruges til at give stegt mad så som tonkatsu et sprødt lag. Panko laves af brød bagt ved at føre elektrisk strøm gennem dejen, hvilket giver brød uden skorper. Den har en mere sprød og luftig tekstur end de fleste europæiske brød og absorberer ikke olie og smør, når den steges, hvilket resulterer i en mere fedtfattigt skorpe.
Udenfor Japan er panko blevet stadig mere populært i både asiatiske og ikke-asiatiske retter. Det bruges ofte til fisk og andet godt fra havet og kan ofte findes i asiatiske levnedsmiddelbutikker og i mange store supermarkeder. Panko produceres over hele verdenen, især i asiatiske lande som Japan, Korea, Thailand, Kina og Vietnam. 
Navnet panko har sin oprindelse i portugisisk, idet japanerne lærte at bage brød af europæerne. Pan kommer således af det portugisiske ord pão, mens -ko er et japansk suffiks, der indikerer mel, krummer eller pulver (som i komeko, rispulver, sobako, boghvedemel, og komugiko, hvedemel).